# Kommissionen für Umwelt, Raumplanung und Energie der Eidgenössischen Räte
Die Kommissionen für Umwelt, Raumplanung und Energie der Eidgenössischen Räte (UREK) sind Sachbereichskommissionen des schweizerischen Parlaments.  Sowohl der Nationalrat als auch der Ständerat verfügen über eine Kommission für Umwelt, Raumplanung und Energie. Sie werden mit UREK-N (Kommission für Umwelt, Raumplanung und Energie des Nationalrats) und UREK-S (Kommission für Umwelt, Raumplanung und Energie des Ständerats) abgekürzt.

## Aufgaben
Den beiden UREK sind durch die Büros folgende Sachbereiche der Bundespolitik zugewiesen:
- Umweltschutz, Klimapolitik und nachhaltige Entwicklung
- Natur-, Heimat- und Gewässerschutz
- Raumplanung und -entwicklung
- Energie und Energieversorgung
- Wasser- und Forstwirtschaft
- Jagd, Fischerei
- Nukleare Sicherheit

In diesen Sachbereichen haben die UREK folgende Aufgaben (Art. 44 ParlG):
- Sie beraten die ihnen durch das Büro zugewiesenen Geschäfte (insbesondere Entwürfe für Bundesgesetze und Bundesbeschlüsse, parlamentarische Initiativen, Motionen) vor und stellen ihrem Rat dazu Anträge.
- Sie verfolgen die gesellschaftlichen und politischen Entwicklungen, arbeiten bei politischem Bedarf eigene Vorschläge aus (insbesondere parlamentarische Initiativen oder Motionen der Kommission) und unterbreiten diese ihrem Rat.

## Zusammensetzung und Arbeitsweise
Die UREK-N hat 25, die UREK-S 13 Mitglieder, die auf Vorschlag der Fraktionen vom Büro des Rates zu Beginn der Legislaturperiode für eine Amtsperiode von vier Jahren gewählt werden. Ein an der Sitzungsteilnahme verhindertes Kommissionsmitglied kann sich für eine einzelne Sitzung durch ein anderes Ratsmitglied vertreten lassen. Ebenso wählen die Büros den Präsidenten und Vizepräsidenten für eine Amtsperiode von zwei Jahren.
Die UREK sind repräsentative Abordnungen ihres Rates, d. h., ihre Zusammensetzung richtet sich nach der Stärke der Fraktionen im Rat.
Anders als in einer parlamentarischen Demokratie stehen sich in den UREK nicht Regierungsmehrheit und Opposition gegenüber, sondern es bilden sich gemäss der Funktionsweise der schweizerischen Konkordanzdemokratie von Thema zu Thema wechselnde Mehrheiten. Die Stellung der UREK gegenüber der Regierung ist stark, weil die Regierung sich keiner Mehrheit sicher sein kann, sondern eine Mehrheit je nach Thema wieder neu suchen muss und dabei gelegentlich auch scheitert. Die UREK können unabhängig von der Regierung handeln, sind im Rat häufig erfolgreich mit Anträgen auf Änderung von Regierungsvorlagen oder mit eigenen, von der Regierung gelegentlich nicht unterstützten Vorlagen.
Die UREK-N hält in den Zwischenräumen zwischen den vier jährlichen ordentlichen Sessionen in der Regel jeweils zwei zweitägige Sitzungen ab, die UREK-S je eine zwei- und eine eintägige Sitzung. Dazu kommen bei Bedarf kürzere Sitzungen während der Sessionen.
Nach Art. 14 GRN und Art. 11 GRS können die UREK Subkommissionen einsetzen und diese mit einem Auftrag betrauen.